# Weißenpferdchen
Weißenpferdchen ist ein Ortsteil von Lindlar im Oberbergischen Kreis in Nordrhein-Westfalen, Deutschland.

## Lage und Beschreibung
Weißenpferdchen liegt oberhalb des Aggertals auf einem Höhenzug mit weitem Blick über das Bergische Land. Von Vilkerath aus ist es über die Kreisstraße 37 und die Landesstraße 84 zu erreichen. Weißenpferdchen mit einem Ensemble jahrhundertealter Fachwerkbauten hat sich seinen dörflichen Charakter bewahrt. Der Ortsteil diente mehrmals als Kulisse für Filmaufnahmen. Von Wald und Feldern umgeben wächst Weißenpferdchen mit Hohkeppel zusammen.

## Geschichte
Weißenpferdchen war bis zum 19. Jahrhundert Teil der Honschaft Vilkerath im Kirchspiel Overath. 1775 erscheint der Ort auf dem Okularplan der loci quaestionis zwischen Gerhard Hamm und Joh. Heinrich Müller zu Hohkeppel im Overath des vereideten Landmessers J.H. Schlieper unter der Bezeichnung Pferdges oder Henrich Müller Hoff.
Der Ort lag an der Heidenstraße, einer bedeutenden mittelalterlichen Altfernstraße von Köln über Kassel nach Leipzig. Die heutige Landesstraße 84 folgt der Trasse des alten Höhenwegs durch Hohkeppel.
1822 lebten 5 Menschen im als (Einzel-)Haus kategorisierten Ort, der nach der napoleonischen Besetzung zur Bürgermeisterei Overath im Kreis Mülheim am Rhein gehörte. Der 1845 laut der Uebersicht des Regierungs-Bezirks Cöln als Isoliertes Haus kategorisierte Ort besaß zu dieser Zeit ein Wohngebäude mit drei Einwohnern, alle katholischen Bekenntnisses. Die Gemeinde- und Gutbezirksstatistik der Rheinprovinz führt Weißenpferdchen 1871 mit einem Wohnhaus und sieben Einwohnern auf. Im Gemeindelexikon für die Provinz Rheinland von 1888 werden für Weißenpferdchen ein Wohnhaus mit sieben Einwohnern angegeben. 1895 besitzt der Ort ein Wohnhaus mit sechs Einwohnern und gehörte konfessionell zum katholischen Kirchspiel Hohkeppel, 1905 werden ein Wohnhaus und sechs Einwohner angegeben.
Aufgrund § 14 des Köln-Gesetzes wurden 1975 mehrere Overather Außenorte in die Gemeinde Lindlar umgemeindet, darunter auch Weißenpferdchen.

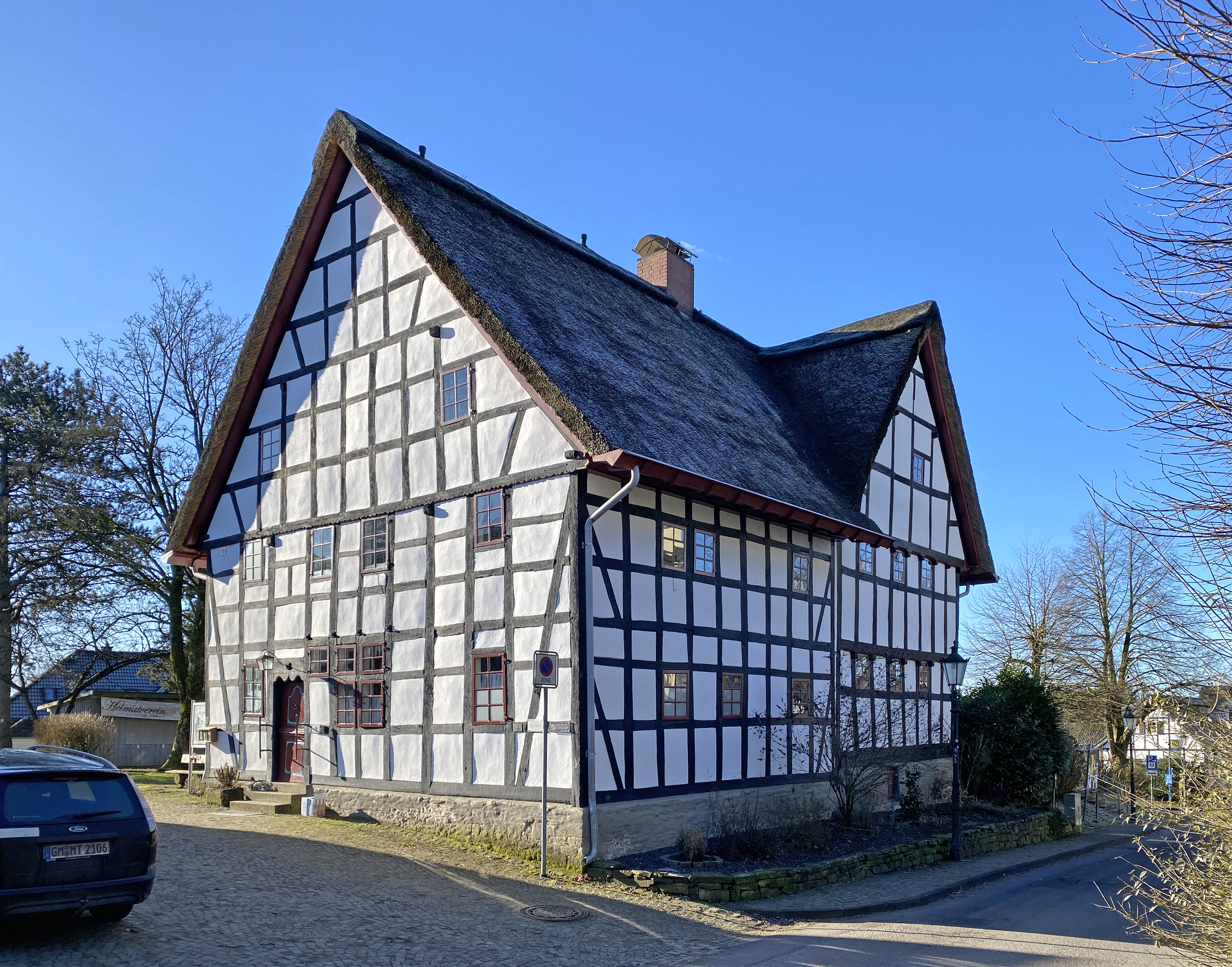
Haus Weißen Pferdchen
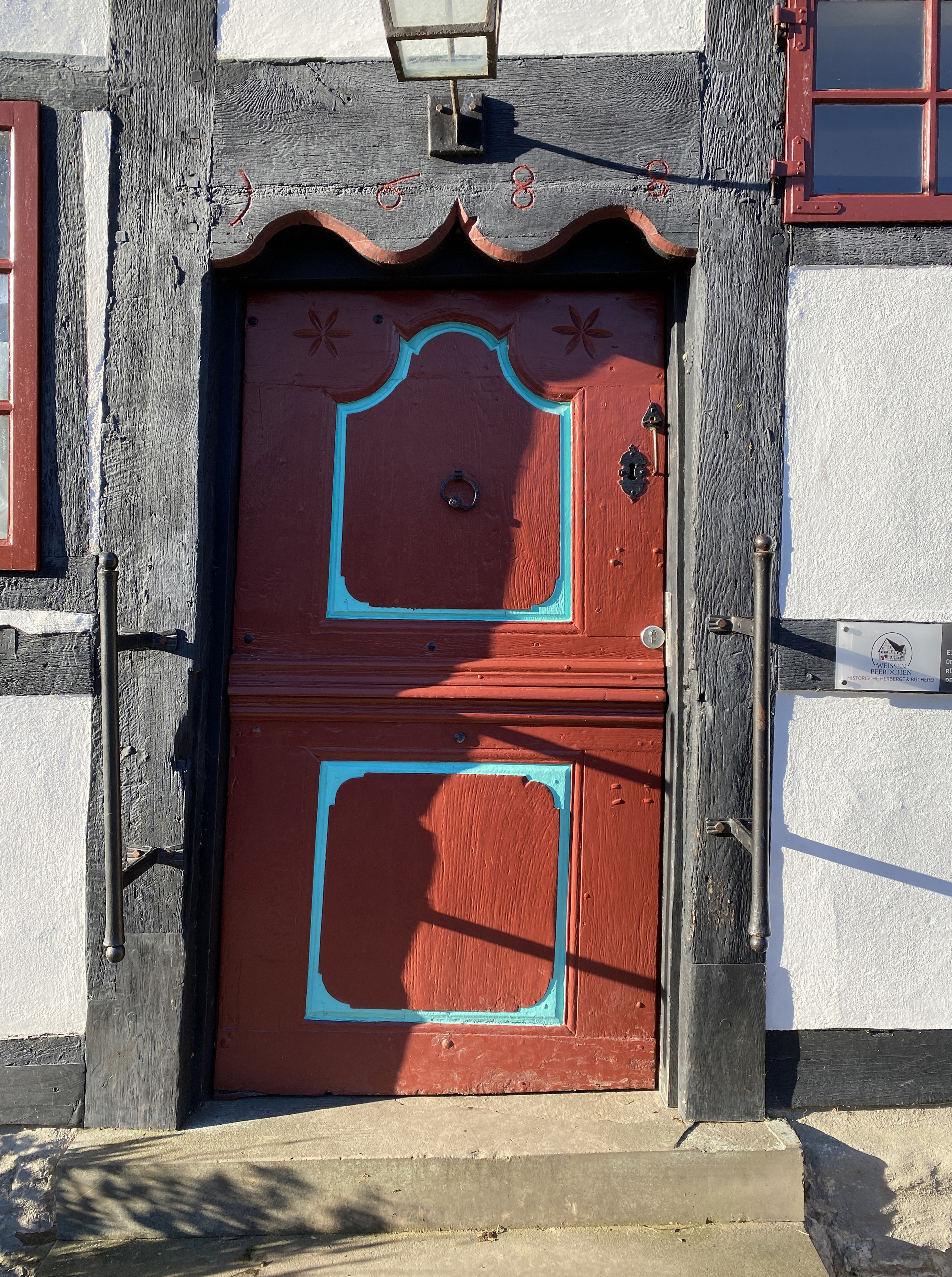
Eingang  (1888)
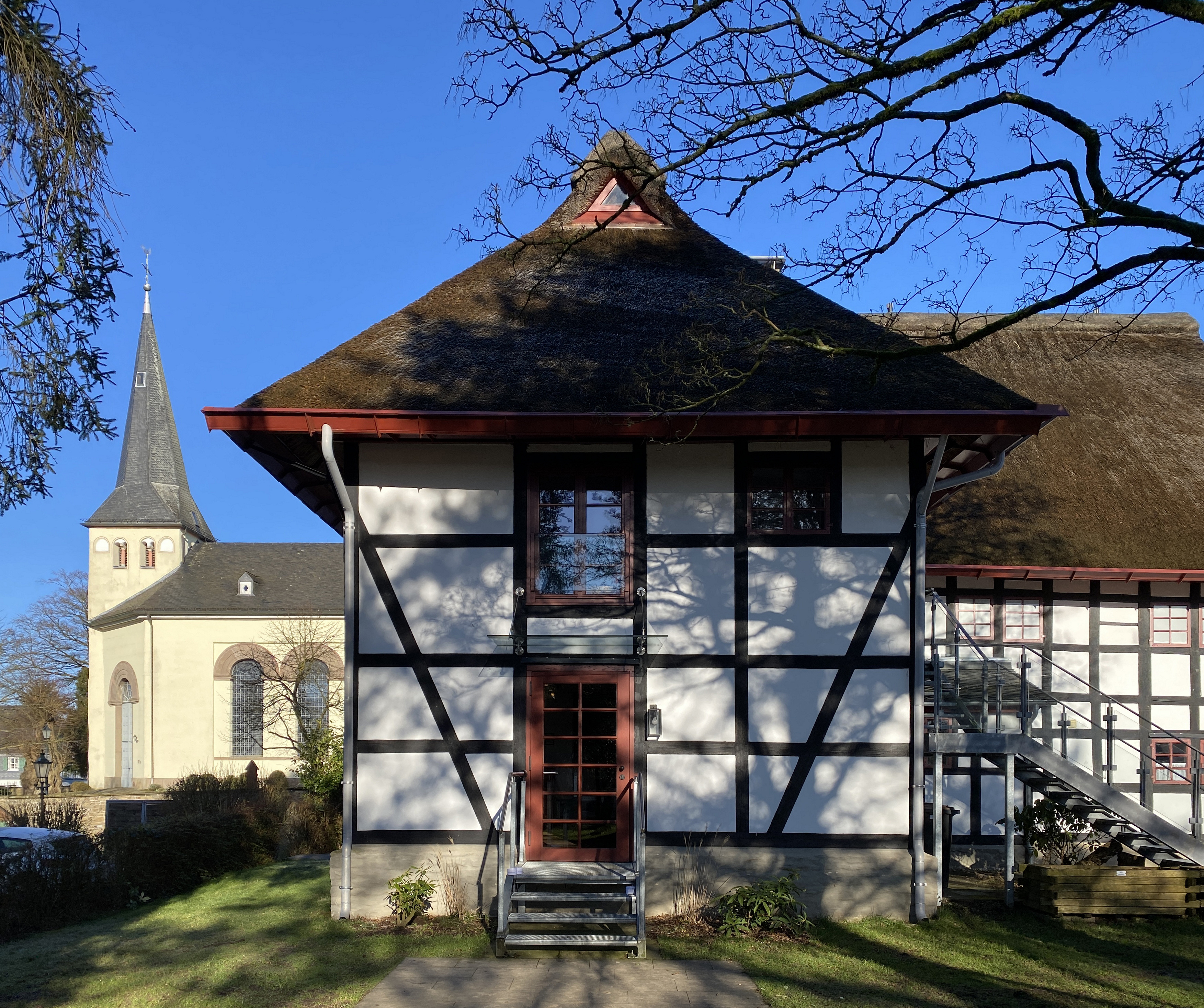
Haus Weißen Pferdchen mit St. Laurentius
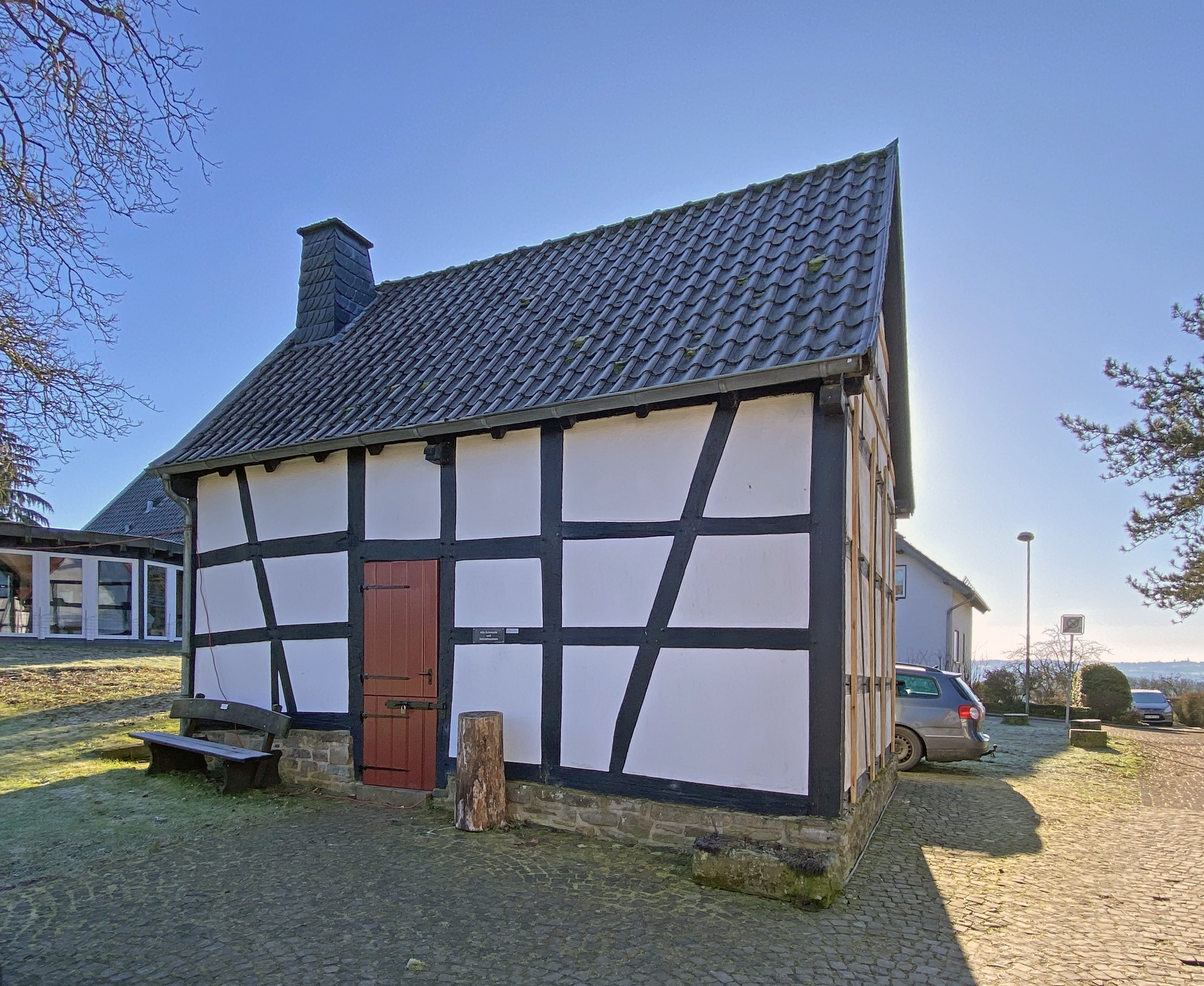
Alte Schmiede